# Nguyễn Công Mạnh
Nguyễn Công Mạnh (ur. 11 lipca 2002) – wietnamski zapaśnik walczący w stylu klasycznym. Złoty medalista igrzysk Azji Południowo-Wschodniej w 2023 roku. Trzeci na mistrzostwach Azji U-23 w 2025 roku.